# Coscinia colon
Coscinia colon là một loài bướm đêm thuộc phân họ Arctiinae, họ Erebidae.